# Onze Motorsport
Equipe de propriedade do piloto Nonô Figueiredo, fez sua primeira temporada no automobilismo em 2015, no Campeonato Brasileiro de Marcas e Pilotos, competindo com automóveis Chevrolet Cruze. Na temporada icial os pilotos do foram Guilherme Salas e Nonô Figueiredo, que conquistaram quatro vitórias e terminaram a temporada em terceiro e quarto, respectivamente. A equipe estreante foi vice campeã no campeonato de equipes. 
Na temporada 2016, os pilotos foram Nonô Figueiredo e Márcio Basso, piloto com passagens pela Porsche GT3 Cup e Mercedes-Benz Challenge. 
Em 2017 o piloto Nonô Figueiredo foi vice campeão com o Chevrolet Cruze da equipe.